# Sans Fusils, Ni Souliers, à Paris: Martha Wainwright's Piaf Record
Sans Fusils, Ni Souliers, à Paris: Martha Wainwright's Piaf Record è un album dal vivo della cantautrice canadese-statunitense Martha Wainwright, pubblicato nel 2009. Si tratta di un album tributo alla cantante francese Édith Piaf.

## Tracce
1. La Foule
2. Adieu mon cœur
3. Une enfant
4. L'Accordéoniste
5. Le Brun et le Blond
6. Les Grognards
7. C'est toujours la même histoire
8. Hudsonia
9. C'est à Hambourg
10. Non, la vie n'est pas triste
11. Soudain une vallée
12. Marie Trottoir
13. Le Métro de Paris
14. Le Chant d'amour
15. Les Blouses blanches